# 苏州银行

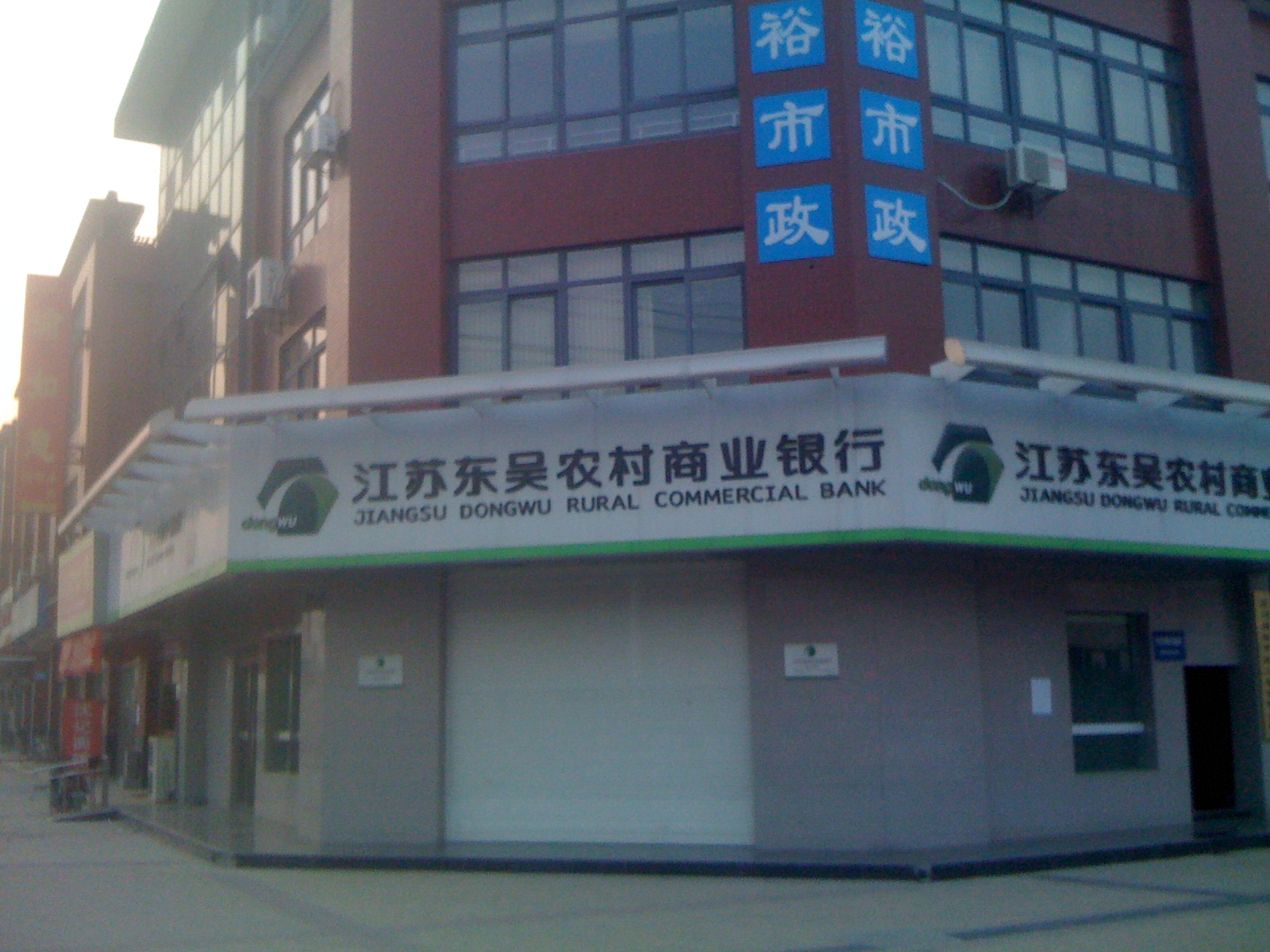
一处江苏东吴农村商业银行（蘇州银行前身）

蘇州银行，全称苏州银行股份有限公司（英語：Bank of Suzhou，BSZ，深交所：002966），旧名「江蘇东吴农村商业银行」，总部位于苏州市，是中國大陸一間商業銀行，分支行遍布全江苏省,主要經營江南一帶業務。截止2018年，苏州银行已拥有分支行163家。英国《The Banker》“2018年全球银行1000强”榜单，苏州银行位居第324位。2017年末，苏州银行全行总资产2841.18亿元，本外币存款余额1687.37亿元，发放贷款及垫款总额1194.17亿元，利润总额27.19亿元。

## 历史

### 农村信用社时期
苏州地区的农村信用社始于1951年11月1日，当日苏州市最早建立的吴县东山区杨湾信用社成立，至1958年开设116家农村信用社。后历经多次变革，1980年，苏州市区（含吴县）农村信用社与中国农业银行在当地支行联营。
1985年1月，根据国务院相关文件精神，农信社开始与农业银行分开经营但仍接受后者的管理。并成立苏州郊区农村信用社联社，吴县农村信用社联社。
1996年9月，苏州郊区农村信用社联社，吴县农村信用社联社与农业银行正式脱钩，独立运营。
2002年12月18日，苏州郊区农村信用社联社，吴县农村信用社联社合并为苏州市区农村信用合作联社。

### 东吴农商银行
2004年12月18日，由苏州市区农信联社改组而来的江苏东吴农村商业银行正式挂牌营业，是全国第五家完成改制的农村商业银行。
2005年8月18日，开始发行借记卡——“新苏卡”,并延续至今。当年还开通外汇国际业务。
2008年2月28日，发起建立江苏省第一家村镇银行——沭阳东吴村镇银行。

### 苏州银行
2010年9月28日，经中国银行业监督管理委员会批准，由原东吴农村商业银行深化改制而成，正式更名为苏州银行，苏州市委书记蒋宏坤，江苏省人民政府副秘书长、省金融办主任汪泉，江苏银监局局长于学军为苏州银行揭牌。市委副书记、市长阎立主持了挂牌仪式，宣布挂牌营业。
2011年6月，原光大银行高管王兰凤空降成为董事长，后期的改革带来老员工质疑。当年在苏州市内外围行政区设立6家直属支行，实现全市网点覆盖。
2015年12月28日，发起设立苏州金融租赁股份有限公司，是江苏省内第4家金融租赁公司。
2019年7月29日，苏州银行新加坡代表处正式设立。
2016年11月，苏州银行向证监会报送了IPO招股书申报稿。申报稿中披露了和票据有关的未决诉讼，苏州银行承担4.5亿元的或有负债，但目前已经胜诉。
2019年8月7日，苏州银行在深圳证券交易所上市交易，成为江苏第九家在证券市场上市的银行。
2024年12月18日，徐州分行正式开业。实现网点江苏全省各地级市全覆盖。

## 參看
- 蘇州通